# بلدة بير ماركويت تشارتر (ميشيغان)
بير ماركويت تشارتر (بالإنجليزية: Pere Marquette Charter Township, Michigan)‏ هي بلدة تقع بولاية ميشيغان في الولايات المتحدة. تبلغ مساحتها 40.8 (كم²)، وترتفع عن سطح البحر 178 م، بلغ عدد سكانها 2228 نسمة في عام تعداد الولايات المتحدة 2000 حسب إحصاء مكتب تعداد الولايات المتحدة وتصل الكثافة السكانية فيها 61 نسمة/كم2.

## وصلات خارجية
- The US50 - Cities and Towns in Michigan State
- Michigan Cities and Towns, Facts, Map, Flag, Colleges, Government, and More